# 皇家TESO
皇家TESO（Royal TESO）是一間私有的客運渡輪營運商，經營荷兰瓦登海上登海尔德到泰瑟尔之間的渡輪服務。
TESO成立于1907年，最初为泰瑟尔岛上居民不满原本的轮渡服务，而自行组织成立的轮渡协会，次年改为公司经营，岛上居民集资建造渡船。TESO這四個字母是荷蘭語 Texels Eigen Stoomboot Onderneming 的縮寫，意為「泰瑟尔自己的輪船公司」。TESO的股份分散于3000多名居民中。
2007年TESO庆祝成立100周年，荷兰女王贝娅特丽克丝授予其“皇家”称号。
目前TESO有兩艘大型客輪營運，每艘船可載運1750位旅客及300輛汽车。航程單程約20分鐘。只有從登海爾德前往特塞尔的方向需要買票及驗票，反方向可免費搭乘。